# 千葉大学教育学部・大学院教育学研究科
千葉大学教育学部（ちばだいがくきょういくがくぶ、英称:Faculty of Education）は、千葉大学に設置される学部の一つである。千葉大学大学院教育学研究科（ちばだいがくだいがくいんきょういくがくけんきゅうか、英称:Graduate School of Education）は千葉大学大学院に設置される研究科の一つである。

## 概要
千葉大学教育学部は、千葉師範学校と千葉青年師範学校を前身とし、1949年の千葉大学発足時に学芸学部として設立された、千葉大学最古の歴史を持つ学部である。1950年に教育学部に改組され、1972年に大学院教育学研究科が設置された。1996年には教員養成系大学としては初となる博士課程を東京学芸大学、埼玉大学、横浜国立大学と共同で設立した。
附属学校園として千葉大学教育学部附属幼稚園、千葉大学教育学部附属小学校、千葉大学教育学部附属中学校、千葉大学教育学部附属特別支援学校が設置されている。

## 沿革
- 1949年 - 千葉師範学校と千葉青年師範学校を統合して千葉大学学芸学部を設立[1]。
- 1950年 - 学芸学部を教育学部と文理学部に改組[1]。
- 1965年 - 教育専攻科を設置[1]。
- 1972年 - 教育専攻科を廃止し大学院教育学研究科を設置[1]。
- 1996年 - 埼玉大学、横浜国立大学と共同で東京学芸大学大学院連合学校教育学研究科を設置[1]。

## 学部
- 入学定員405名[4]
  - 小学校教員養成課程[4]
  - 中学校教員養成課程[4]
  - 特別支援教育教員養成課程[4]
  - 幼稚園教員養成課程[4]
  - 養護教諭養成課程[4]

## 大学院
- 学校教育学専攻（修士課程）[5]
- 高度教職実践専攻（教職大学院）[5]
- 東京学芸大学連合学校教育学研究科（博士課程）[5]

## 著名な出身者

### 政治
- 加瀬完 - 元参議院副議長、元千葉県教育委員会委員長
- 高橋誉冨 - 元北海道開発政務次官、元船橋市立二宮中学校校長
- 金瀬俊雄 - 元衆議院議員、元千葉県議会議員
- 青木愛 - 参議院議員、自由党副代表
- 糸久八重子 - 元参議院議員、元日本社会党副委員長
- 渡貫博孝 - 元佐倉市長、元佐倉市教育長
- 石坂わたる - 中野区議会議員、元旭出養護学校教諭

### 教育
- 上杉賢士 - 日本PBL研究所理事長、学校法人いいづな学園学校長、千葉大学教授、日本生徒指導学会副会長
- 山中直治 - 元船橋市立海神小学校教諭
- 田川伸一郎 - 元市川市立真間小学校教諭、スクールバンドサポーター
- 野口芳宏 -  元木更津市立請西小学校校長、元北海道教育大学教授、元千葉県教育委員会委員長職務代理者
- 佐藤善治郎 - 横浜実科女学校（現神奈川学園高等学校）創立者、精華小学校創立者
- 土屋秀宇 - 日本幼児教育振興會副理事長、白川静記念東洋文字文化賞、読売教育賞
- 中村日出夫 - 宇宙航空研究開発機構宇宙教育センター長、元全国中学校理科教育研究会会長
- 佐治薫子 - 千葉県少年少女オーケストラ音楽監督、千葉県文化振興財団特別参与

### 研究
- 遠藤芳信 - 教育学、北海道教育大学教授、阿南惟敬研究奨励賞
- 川村優 - 郷土史、元千葉県県史編纂室長
- 左巻健男 - 理科教育、法政大学教授
- 高木安雄 - 政治学、慶應義塾大学教授
- 髙橋あつ子 - 教育心理学、早稲田大学教授、臨床心理士、学校心理士
- 竹蓋幸生 - 英語教育学、千葉大学名誉教授、外国語教育メディア学会学術賞、大学英語教育学会学会賞
- 飛田多喜雄 - 国語教育学、元成蹊大学教授、全国大学国語教育学会賞、博報賞
- 橋本光明 - 美術教育、信州大学名誉教授、長野県信濃美術館・東山魁夷館館長
- 樋口直宏 - 教育方法学、筑波大学教授
- 一鍬田徹 - 美術教育、広島大学教授、エネルギア美術賞
- 松本仁志 - 書写教育研究、広島大学教授
- 道脇綾子 - 物理学、東京外国語大学名誉教授
- 杉若弘子 - 心理学、同志社大学教授

### 文化
- 辻村深月 - 小説家、直木賞、本屋大賞、吉川英治文学新人賞、メフィスト賞
- 藤野千夜 - 小説家、芥川賞、野間文芸新人賞、海燕新人文学賞
- 似鳥鶏 - 小説家、鮎川哲也賞佳作
- 山口健 - 小説家、伊豆文学賞佳作、銀華文学賞歴史小説賞奨励賞
- 奥山恵 - 児童文学者、日本児童文学者協会新人賞
- 浦川聡子 - 俳人、編集者、現代俳句協会新人賞
- 伊藤白潮 - 俳人、元俳人協会評議員
- 秋葉四郎 - 歌人、元日本歌人クラブ会長、斎藤茂吉記念館館長、 毎日歌壇賞、歩道大賞、短歌新聞社賞
- 篠崎輝夫 - 洋画家、元光風会常務理事、元日展評議員
- 大野みつ子 - 洋画家、女流画家協会マツダ賞
- 鈴木由美子 - 漫画家、講談社漫画賞
- 蔵屋美香 - キュレーター、横浜美術館館長、倫雅美術奨励賞
- 彌勒忠史 - 声楽家、芸術選奨文部科学大臣新人賞
- 黒川和伸 - 合唱指揮者、松戸市合唱連盟理事長

### 芸能、スポーツ
- 江戸川じゅん兵 - 俳優、ダンサー、振付師
- 谷一歩 - 女優、タレント
- 近内仁子 - 女優
- 戸田愛子 - 俳優、歌手
- 河合薫 - タレント、気象予報士
- トミウラタカユ機 - お笑い芸人
- 結香 - 歌手
- 廣山望 - サッカー選手、シドニーオリンピックサッカー日本代表
- 尺野将太 - バスケットボール指導者、広島ドラゴンフライズヘッドコーチ

### アナウンサー
- 木場弘子 - 元TBSアナウンサー、元千葉大学特命教授
- 中島静佳 - 元札幌テレビ放送アナウンサー
- 鶴羽佳子 - 元北海道放送アナウンサー、北海道教育委員会委員
- 来栖正之 - 毎日放送アナウンサー
- 結城亮二 - TVQ九州放送アナウンサー
- 徳永千帆子 - 元熊本朝日放送アナウンサー

### その他
- 大庭美夏 - 将棋棋士、女流初段
- 大石眞行 - 占い師